# Neopelomyia
 (mars 2015).
Genre
Neopelomyia est un genre d'insectes diptères brachycères de la famille des Tethinidae.

## Taxonomie
Le genre Neopelomyia a été créé en 1917 par l'entomologiste autrichien  Friedrich Georg Hendel (1874-1936) avec pour espèce type Neopelomyia rostrata, décrite initialement sous le taxon Tethina rostrata.

## Liste d'espèces
Selon ITIS (26 avril 2024)  :
- Neopelomyia longicerca Foster, 1976
- Neopelomyia rostrata (Hendel, 1911)

## Publication originale
- (de) Friedrich Hendel, « Beiträge zur Kenntnis der acalyptraten Musciden », Deutsche Entomologische Zeitschrift, vol. 1917,‎ 1917, p. 33-47 (ISSN 0012-0073, lire en ligne).